# Marzo pazzerello, guarda il sole e prendi l'ombrello

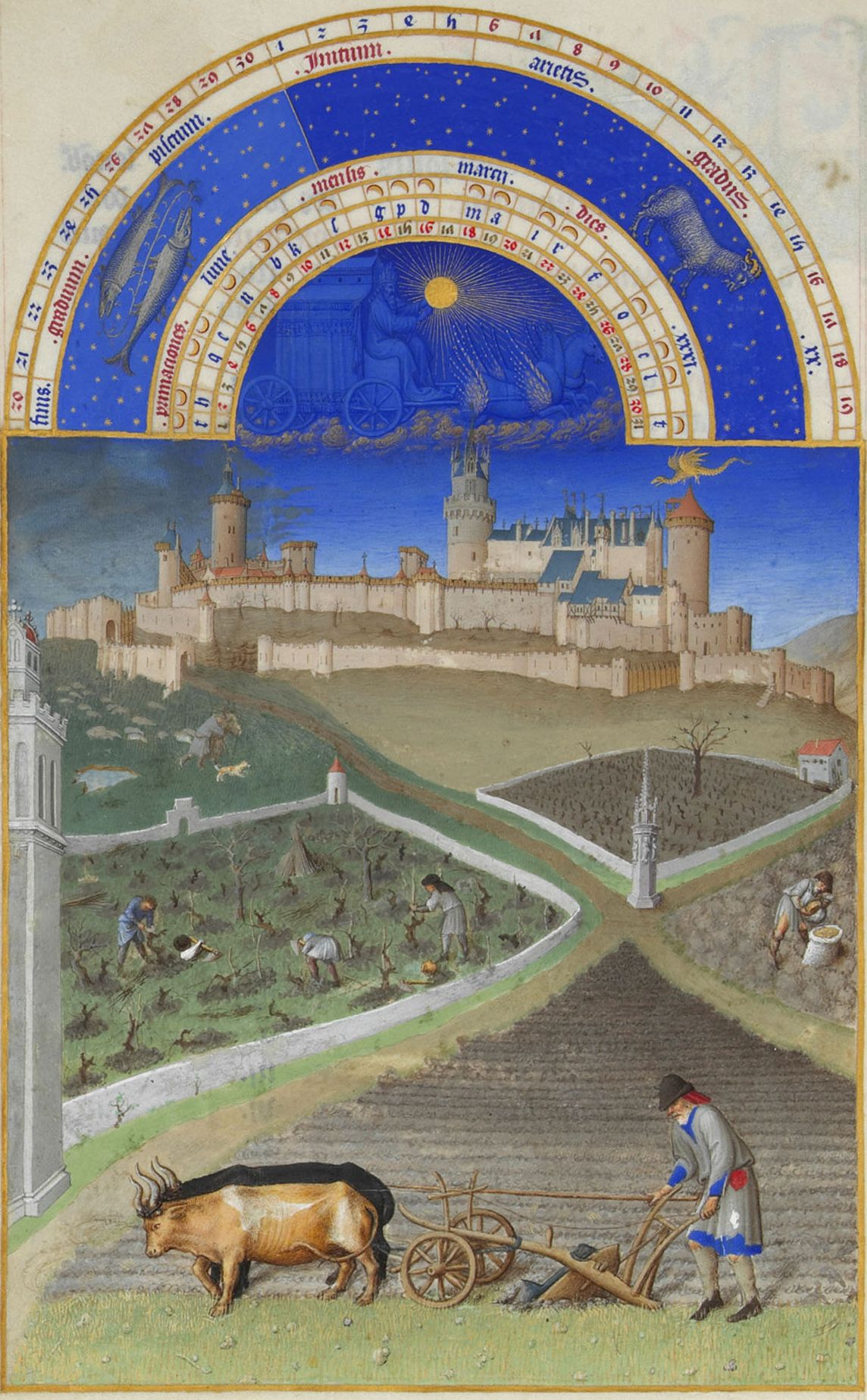
Rappresentazione agreste del mese di marzo

Marzo pazzerello guarda il sole e prendi l'ombrello, è un proverbio popolare, che tende a sottolineare la variabilità del tempo meteorologico, relativa al periodo primaverile..

## Marzo pazzerello
La letteratura popolare offre un numero piuttosto vasto di proverbi, provenienti da tutte le regioni d'Italia, aventi come comune denominatore il vento. Il vento di questo periodo dell'anno possiede ancora, a tratti, caratteristiche invernali, ma nello stesso tempo è già primaverile.
L'alternanza di sole e di pioggia, l'incerto passaggio dal freddo al caldo è una condizione ottimale per la campagna, in quanto stimola la vegetazione con gradualità, sospinge alcuni fenomeni naturali, come ad esempio il consolidamento della radice e lo sboccio della gemma, evitando che possano esporsi inavvertitamente al gelo, talvolta ancora presente in questo periodo.

## Breve rassegna

### Proverbi dialettali
(dialettale milanese)
("Marzo è figlio di una buona donna, ora piove, ora nevica, ora tira vento e ora fa bel tempo.")
(dialettale romagnolo)
("Sole di marzo, cuocimi le natiche e non cuocermi altro"). 
Questo proverbio evidenzia i timori che il sole di marzo suscitava presso la popolazione, vista anche l'usanza contadina, diffusa ancora ai primi del Novecento, di recarsi sul tetto della casa, per voltare le spalle al sole e mostrare solo quella parte del corpo nuda citata nel proverbio. In base all'antica credenza popolare, il rituale dell'esposizione associato alla declamazione a voce alta del proverbio, era necessario sia per non abbronzare in modo pericoloso la pelle sia per allontanare le malattie.